# Erik Bagerstam
Karl Erik Bagerstam (till 1973 Pakarinen), född den 10 februari 1939 i Helsingfors, död 19 februari 2013 i Stockholm, var en finländsk journalist och skriftställare.
Bagerstam tog en pol.mag. 1964. Bagerstam har varit redaktör vid flera finlandssvenska tidningar och tidskrifter. Han var 1965–1966 chefredaktör för Österbottningen och 1966–1968 för Borgåbladet. Åren 1970–1986 var han redaktör vid Sveriges radio. Bagerstam har intresserat sig för svensk-finländska relationer och minoritetspolitik. Han har gett ut bland annat böckerna Finlands svenskar – ett livskraftigt folk i Norden (1987) och Finlands svenska Åbo (1989).